# Phare d'Isola della Bocca
Le phare d'Isola della Bocca (Italien :Faro di Isola della Bocca) est un phare situé sur un îlet du Golfe d'Olbia, au sud de l'entrée du port Olbia, en mer Tyrrhénienne, dans la province d'Olbia-Tempio (Sardaigne), en Italie.

## Histoire
Le phare a été construit en 1887 sur un îlet devant le port d'Olbia. Le phare est entièrement automatisé et exploité par la Marina Militare.

## Description
Le phare  se compose d'une tour quadrangulaire en maçonnerie de 22 m de haut, avec galerie et lanterne, attenante d'une maison de gardiens de deux étages. Le bâtiment est peint en blanc et le dôme de la lanterne est gris métallisé. Il émet, à une hauteur focale de 24 m, un long éclat blanc toutes les 5 secondes. Sa portée est de 15 milles nautiques (environ 28 km).
Identifiant : ARLHS : SAR024 ; EF-1170 - Amirauté : E1014 - NGA : 8616 .

## Caractéristique dufeu maritime
Fréquence : 5 secondes (W)
- Lumière : 2 secondes
- Obscurité : 3 secondes

|               |
| Golfe d'Olbia |

|          |
| Le phare |

### Lien connexe
- Liste des phares de la Sardaigne